# أنشوفة ترينيدادية
أنشوفة ترينيدادية (الاسم العلمي:Anchoa trinitatis) (بالإنجليزية: Trinidad anchovy)‏ هي نوع من الأسماك تتبع جنس الأنشوفة من الفصيلة البلمية.